# Corjova, Dubăsari
Corjova este un sat din raionul Dubăsari. Localitatea se află la distanța de 3 km de orașul Dubăsari și la 53 km de Chișinău. Satul Corjova a fost menționat documentar în anul 1792. Localitatea este un loc de dispută dintre autoritatea centrală de la Chișinău și forțele separatiste de la Tiraspol.

## Populația
Conform datelor recensământului din anul 2004, populația satului constituie 2.055 de oameni, dintre care 46,08% bărbați și 53,92% femei. Structura etnică a populației în cadrul satului arată astfel: 84,28% - moldoveni, 6,91% - ucraineni, 8,27% - ruși, 0,15% - găgăuzi, 0,05% - evrei, 0,10% - polonezi, 0,24% - alte etnii.
În satul Corjova au fost înregistrate 980 de gospodării casnice la recensământul din anul 2004, iar mărimea medie a unei gospodării era de 3,3 persoane.

## Istoria
Satul Corjova a fost menționat documentar în anul 1792. La începutul secolului al XX-lea satul număra 245 de gospodării cu 1.348 de locuitori. Țăranul Afanasie Chiriac și învățătorul Ion Creangă, originari din Corjova, în 1917 devin deputați în Sfatul Țării.
Conform recensământului din 1949, Corjova număra 1.648 de locuitori. În perioada sovietică aici s-au aflat trei brigăzi ale gospodăriei colective „Kirov” cu sediul în Dubăsarii Vechi. În sat a fost deschisă o școală de 8 ani, club cu instalație cinematografică, bibliotecă, ateliere de deservire socială, oficiu poștal, grădiniță, magazin.

## Personalități marcante
- Isidor Sârbu (1886–1980), anticomunist, bunelul președintelui moldovean Vladimir Voronin.
- Nichita Smochină (1894–1980), jurist, filozof al dreptului, publicist, istoric, etnograf, folclorist, antropolog, sociolog, slavist, profesor, membru de onoare al Academiei Române, luptător pentru drepturile românilor din Transnistria.
- Alexandru Zavtur (1929–2008), politolog, filozof, membru corespondent al AȘM.
- Timofei Moșneaga (1932–2014), medic al Poporului din URSS, ex-Ministru al Sănătății al Republicii Moldova, cavaler al Ordinului Republicii.
- Vladimir Voronin (n. 1941), al treilea Președinte al Republicii Moldova
- Vasile Iovv (n. 1942), ex-Prim-viceprim-ministru al Republicii Moldova, cavaler al Ordinului Republicii.
- Valeriu Mițul, (1961–2021), primar de Corjova (2003–2011), oponent al regimului separatist, cavaler al Ordinului Republicii.